# Étienne Pédron
Pour les articles homonymes, voir Pédron.
Étienne Pédron, né à Guérande (Loire-Inférieure) le 13 juin 1849 et mort à Alfortville le 11 avril 1930, est un militant socialiste, chansonnier et dramaturge français de la fin du XIXe siècle et du début du XXe.

## Biographie
Il fut d'abord ouvrier horloger, puis employé de mairie et mena une activité de propagandiste socialiste, notamment dans le département de l'Aube. Outre ses discours, ses conférences doctrinales, il offrit à ses camarades de lutte des chansons de ralliement comme La Troyenne, pour les socialistes de Troyes, Reims ouvrière, pour ceux de Reims, La Romillonne, pour ceux de Romilly-sur-Seine.
Il est connu notamment pour avoir écrit les paroles de la chanson Les Huit Heures (chant du premier mai) en 1891 et pour sa pièce de théâtre Le Naufrage de la Bêtise humaine, pièce en deux actes, en 1895, qui ne fut jamais imprimée. Le manuscrit a été retrouvé aux Archives départementales d'Indre-et-Loire (document T1227) par l'historienne Marjorie Gaudemer. Étienne Pédron fut un soutien du socialiste Jules Guesde.

## Œuvres
- Chansons socialistes, Lille : à l'Imprimerie ouvrière, 1906, illustré par Paul Gados (1868-1934), réédition Dijon : Éditions Raisons & Passions, mars 2011

## Hommages
- La ville de Troyes compte une rue Étienne-Pédron.